# Ukrainische Snooker-Meisterschaft 2004
Die ukrainische Snooker-Meisterschaft 2004 war ein Snookerturnier, das vom 27. bis 31. Oktober 2004 im BK Bingo in der ukrainischen Hauptstadt Kiew stattfand.
Ukrainischer Meister wurde Hryhorij Chymotschka, der im Finale Bohdan Moltschanow mit 4:1 besiegte. Den dritten Platz belegten Maksym Storoschenko und Oleksandr Kasjanow. Aljona Afanassjewa erreichte als beste Frau das Viertelfinale, in dem sie dem späteren Finalisten Moltschanow unterlag.

## Modus
Die 35 Teilnehmer traten zunächst im Doppel-K.-o.-System gegeneinander an. Ab dem Viertelfinale wurde im K.-o.-System gespielt.

## Vorrunde

### Hauptrunde
|                    | Ergebnis |                     |
| ------------------ | -------- | ------------------- |
| Oleksandr Kasjanow | 2:0      | Oleh Storoschuk     |
| Wiktorija Nahorna  | 1:2      | Maksym Storoschenko |

|                   | Ergebnis |                  |
| ----------------- | -------- | ---------------- |
| Jaroslawa Chotyna | 2:1      | Jaroslaw Wynokur |

### 1. Gewinnerrunde
32 Spieler (3 Sieger der Hauptrunde und 29 Spieler, die in der Hauptrunde ein Freilos hatten)
|                     | Ergebnis |                      |
| ------------------- | -------- | -------------------- |
| Mykola Nykyforow    | 0:2      | Oleksandr Kasjanow   |
| Natalja Muntjanowa  | 1:2      | Borys Turyk          |
| Taras Kljutschnykow | 0:2      | Serhij Waskowskyj    |
| Oleksandr Zupro     | 0:2      | Maksym Djatschuk     |
| Oleksandr Bojko     | 2:1      | Aljona Afanassjewa   |
| Julija Jewsejenko   | 0:2      | Andrij Hryschylo     |
| Mykola Siwochin     | 2:0      | Daryna Krasnoschon   |
| Natalija Talowa     | 0:2      | Oleksij Dobrowolskyj |

|                      | Ergebnis |                           |
| -------------------- | -------- | ------------------------- |
| Bohdan Moltschanow   | 2:1      | Maksym Storoschenko       |
| Oleh Owsjanko        | 2:1      | Artem Lukjanez            |
| Maksym Antonenko     | 0:2      | Serhij Kowal              |
| Walerij Kowtun       | 2:0      | Pawlo Feoktystow          |
| Tejmur Ismajilow     | 0:2      | Denys Waschtschuk         |
| Hryhorij Chymotschka | 0:2      | Chatschatur Muchsikarojan |
| Oleksandr Sajika     | 2:0      | Jewhen Larin              |
| Alik Sarija          | 0:2      | Jaroslawa Chotyna         |

### 2. Gewinnerrunde
16 Spieler (Sieger der 1. Gewinnerrunde)
|                    | Ergebnis |                      |
| ------------------ | -------- | -------------------- |
| Oleksandr Kasjanow | 2:0      | Borys Turyk          |
| Serhij Waskowskyj  | 2:0      | Maksym Djatschuk     |
| Oleksandr Bojko    | 2:0      | Andrij Hryschylo     |
| Mykola Siwochin    | 2:1      | Oleksij Dobrowolskyj |

|                    | Ergebnis |                           |
| ------------------ | -------- | ------------------------- |
| Bohdan Moltschanow | 2:0      | Oleh Owsjanko             |
| Serhij Kowal       | 1:2      | Walerij Kowtun            |
| Denys Waschtschuk  | 1:2      | Chatschatur Muchsikarojan |
| Oleksandr Sajika   | 1:2      | Jaroslawa Chotyna         |

### 3. Gewinnerrunde
8 Spieler (Sieger der 2. Gewinnerrunde)
|                    | Ergebnis |                   |
| ------------------ | -------- | ----------------- |
| Oleksandr Kasjanow | 0:2      | Serhij Waskowskyj |
| Oleksandr Bojko    | 2:0      | Mykola Siwochin   |

|                           | Ergebnis |                   |
| ------------------------- | -------- | ----------------- |
| Bohdan Moltschanow        | 2:0      | Walerij Kowtun    |
| Chatschatur Muchsikarojan | 2:0      | Jaroslawa Chotyna |

### 1. Verliererrunde
6 Spieler (3 Verlierer der Hauptrunde gegen 3 Verlierer der 1. Gewinnerrunde)
|                   | Ergebnis |                 |
| ----------------- | -------- | --------------- |
| Oleh Storoschuk   | 2:0      | Alik Sarija     |
| Wiktorija Nahorna | 2:0      | Natalija Talowa |

|                  | Ergebnis |                  |
| ---------------- | -------- | ---------------- |
| Jaroslaw Wynokur | 0:2      | Mykola Nykyforow |

### 2. Verliererrunde
16 Spieler (3 Sieger der 1. Verliererrunde und 13 Verlierer der 1. Gewinnerrunde)
|                      | Ergebnis |                     |
| -------------------- | -------- | ------------------- |
| Oleh Storoschuk      | 1:0      | Jewhen Larin        |
| Hryhorij Chymotschka | 2:0      | Tejmur Ismajilow    |
| Pawlo Feoktystow     | 0:1      | Maksym Antonenko    |
| Artem Lukjanez       | 0:1      | Maksym Storoschenko |

|                    | Ergebnis |                     |
| ------------------ | -------- | ------------------- |
| Wiktorija Nahorna  | 0:1      | Daryna Krasnoschon  |
| Julija Jewsejenko  | 0:1      | Aljona Afanassjewa  |
| Oleksandr Zupro    | 0:1      | Taras Kljutschnykow |
| Natalja Muntjanowa | 1:0      | Mykola Nykyforow    |

### 3. Verliererrunde
16 Spieler (Sieger der 2. Verliererrunde gegen Verlierer der 2. Gewinnerrunde)
|                      | Ergebnis |                      |
| -------------------- | -------- | -------------------- |
| Oleh Storoschuk      | 0:1      | Oleksij Dobrowolskyj |
| Hryhorij Chymotschka | 1:0      | Andrij Hryschylo     |
| Maksym Antonenko     | 0:1      | Maksym Djatschuk     |
| Maksym Storoschenko  | 1:0      | Borys Turyk          |

|                     | Ergebnis |                   |
| ------------------- | -------- | ----------------- |
| Daryna Krasnoschon  | 1:0      | Oleksandr Sajika  |
| Aljona Afanassjewa  | 1:0      | Denys Waschtschuk |
| Taras Kljutschnykow | 0:1      | Serhij Kowal      |
| Natalja Muntjanowa  | 0:1      | Oleh Owsjanko     |

### 4. Verliererrunde
8 Spieler (Sieger der 3. Verliererrunde)
|                      | Ergebnis |                      |
| -------------------- | -------- | -------------------- |
| Oleksij Dobrowolskyj | 0:1      | Hryhorij Chymotschka |
| Maksym Djatschuk     | 0:1      | Maksym Storoschenko  |

|                    | Ergebnis |                    |
| ------------------ | -------- | ------------------ |
| Daryna Krasnoschon | 0:1      | Aljona Afanassjewa |
| Serhij Kowal       | 0:1      | Oleh Owsjanko      |

### 5. Verliererrunde
8 Spieler (Sieger der 4. Verliererrunde gegen Verlierer der 3. Gewinnerrunde)
|                      | Ergebnis |                   |
| -------------------- | -------- | ----------------- |
| Hryhorij Chymotschka | 2:0      | Jaroslawa Chotyna |
| Maksym Storoschenko  | 2:1      | Walerij Kowtun    |

|                    | Ergebnis |                    |
| ------------------ | -------- | ------------------ |
| Aljona Afanassjewa | 2:0      | Mykola Siwochin    |
| Oleh Owsjanko      | 0:2      | Oleksandr Kasjanow |

## Finalrunde
|  | Viertelfinale             | Viertelfinale       |                      |   | Halbfinale | Halbfinale |  |  | Finale | Finale |
|  |                           |                     |                      |   |            |            |  |  |        |        |
|  | Serhij Waskowskyj         | 0                   |                      |   |            |            |  |  |        |        |
|  | Hryhorij Chymotschka      | 2                   |                      |   |            |            |  |  |        |        |
|  | Hryhorij Chymotschka      | 2                   | Hryhorij Chymotschka | 3 |            |            |  |  |        |        |
|  |                           |                     | Hryhorij Chymotschka | 3 |            |            |  |  |        |        |
|  |                           | Maksym Storoschenko | 0                    |   |            |            |  |  |        |        |
|  | Oleksandr Bojko           | Maksym Storoschenko | 0                    | 0 |            |            |  |  |        |        |
|  | Oleksandr Bojko           |                     |                      | 0 |            |            |  |  |        |        |
|  | Maksym Storoschenko       | 2                   |                      |   |            |            |  |  |        |        |
|  |                           |                     | Hryhorij Chymotschka | 4 |            |            |  |  |        |        |
|  |                           | Bohdan Moltschanow  | 1                    |   |            |            |  |  |        |        |
|  | Bohdan Moltschanow        | 2                   |                      |   |            |            |  |  |        |        |
|  | Aljona Afanassjewa        | 0                   |                      |   |            |            |  |  |        |        |
|  | Aljona Afanassjewa        | 0                   | Bohdan Moltschanow   | 3 |            |            |  |  |        |        |
|  |                           |                     | Bohdan Moltschanow   | 3 |            |            |  |  |        |        |
|  |                           | Oleksandr Kasjanow  | 2                    |   |            |            |  |  |        |        |
|  | Chatschatur Muchsikarojan | Oleksandr Kasjanow  | 2                    | 0 |            |            |  |  |        |        |
|  | Chatschatur Muchsikarojan |                     |                      | 0 |            |            |  |  |        |        |
|  | Oleksandr Kasjanow        | 2                   |                      |   |            |            |  |  |        |        |